# Zanclea orientalis
Zanclea orientalis är en nässeldjursart som beskrevs av Browne 1916. Zanclea orientalis ingår i släktet Zanclea och familjen Zancleidae.
Artens utbredningsområde är Indiska oceanen. Inga underarter finns listade i Catalogue of Life.